# Kalidou Sidibé
Kalidou Sidibé (Montreuil, 28 januari 1999) is een Frans-Malinees voetballer, die doorgaans speelt als defensieve middenvelder. Sidibé maakte in november 2018 de overstap naar het eerste elftal van Toulouse FC.

## Clubcarrière
Sidibé doorliep de jeugdreeksen bij Noisy Le Grand, Bry, PSG en Paris FC vooraleer hij in 2017 de overstap maakte naar Toulouse FC. Vanaf november 2018 maakte Sidibé deel uit van het eerste elftal van Toulouse. Op 3 november 2018 debuteerde Sidibé in de Ligue 1. Op het veld van RC Strasbourg mocht Sidibé van coach Alain Casanova de wedstrijd aanvatten en werd 17 minuten voor tijd vervangen door John Bostock. De wedstrijd eindigde op 1–1.

## Clubstatistieken
| Seizoen | Club        | Competitie | Competitie | Competitie | Beker | Beker | Internationaal | Internationaal | Totaal | Totaal |
| Seizoen | Club        | Competitie | Wed.       | Dlp.       | Wed.  | Dlp.  | Wed.           | Dlp.           | Wed.   | Dlp.   |
| ------- | ----------- | ---------- | ---------- | ---------- | ----- | ----- | -------------- | -------------- | ------ | ------ |
| 2018/19 | Toulouse FC | Ligue 1    | 14         | 0          | 4     | 0     | —              | —              | 18     | 0      |
| Totaal  | Totaal      | Totaal     | 14         | 0          | 4     | 0     | 0              | 0              | 18     | 0      |

Bijgewerkt op 10 april 2019.